# 萨德·扎格卢勒

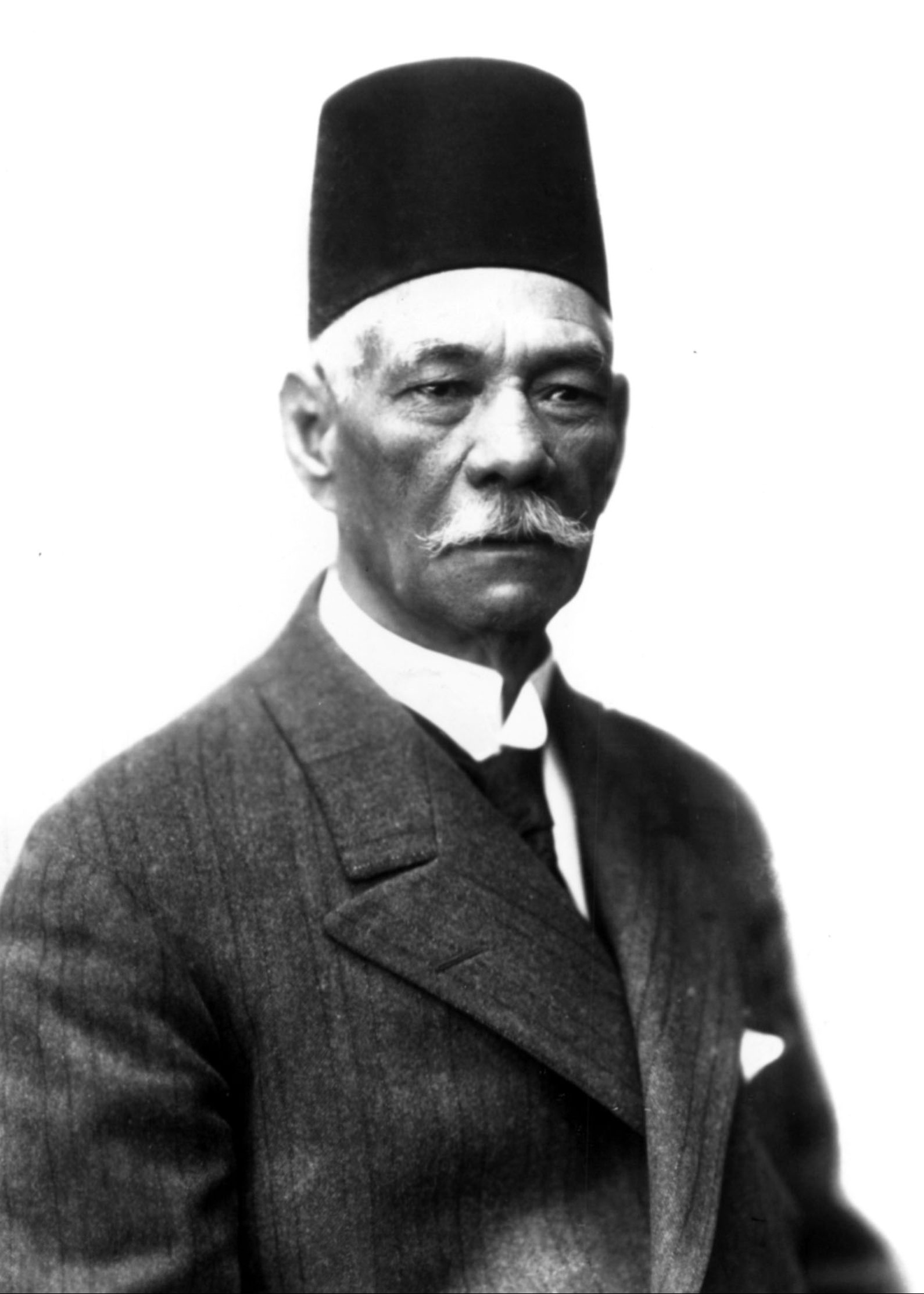
查遇爾爾

萨德·扎格卢勒（阿拉伯語：سعد زغلول‎，英語：Saad Zaghloul：1859年7月—1927年8月23日），又譯查遇爾爾:61、柴魯爾。埃及獨立運動支持者、埃及王国首相。生于加尔比亚省比阿纳。1906-1914年历任教育大臣、司法大臣、立法议会副议长。青年时代参与奥拉比帕夏领导的抗英斗争，后成为华夫脱党创始人之一。1924年华夫脱党赢得大选，扎格卢勒担任首相，但不久应拒绝英国要求而被逼辞职，后成为国民议会主席。

## 早年生平
扎格卢勒出生於加尔比亚省比阿纳。為埃及獨立運動支持者。一戰結束後，扎格卢勒與同志向當時英國統監提出承認埃及獨立的要求。並打算前往英國訴求輿論遭拒，要求派代表於巴黎和會又遭英國拒絕。
1919年3月，扎格卢勒與三名同志遭英國政府逮捕，引發埃及革命。最後英國政府釋放扎格卢勒，答應其前往巴黎和會。
英國政府持續監視扎格卢勒，1921年，扎格卢勒與五名同志再遭監禁，流放於印度洋的孤島塞席爾。隔年，英國與埃及協商，拋棄埃及保護權，承認獨立國主權。

## 總理
1922年3月，埃及宣布獨立。1923年9月，扎格卢勒回國，受到國民歡迎。1924年1月12日埃及議會選舉，华夫脱党大勝。兩周後，扎格卢勒出任埃及總理。
1924年11月19日，埃及軍總司令官兼蘇丹總督Lee Stack遭到刺殺，英國對扎格卢勒施加壓力。扎格卢勒於11月24日辭去總理。

## 逝世
1927年扎格卢勒在開羅逝世後安葬於1931年落成的萨德·扎格卢勒陵墓內。

## 評價
- 林獻堂：「夫獨立之成功，非自其獨立運動開始之日便能成功，亦非其成功之日，始見有獨立運動也。埃及今日能獨立為立憲國之地位，實自最近四十年國民奮鬪之結果也。元來埃及獨立運動，往年曾經現王朝之始祖穆罕默德阿利一次之企圖不能告厥成功，而現在查遇爾爾輩之獨立運動竟能達其目的，若穆罕默德阿利之雄才大略，較之查遇爾爾，何啻霄壤之差，然彼不能成功，而此能成功者，其故何也。蓋阿利之獨立運動，係彼一人之事業，殆與國民無關涉焉。所以不能脫土耳其之羈絆，而查遇爾爾則以國民為後盾，不屈不撓前仆後繼，不知洒多少志士熱血於荒煙沙漠之中，乃得有今日也。」[1]:60-61